# Thomas Dagworth

Armoiries de Sir Thomas Dagworth.

Thomas Dagworth, né en 1276 à Bradwell Juxta Coggeshall dans le Essex et mort en 1350 ou 1352 en Bretagne, est un chevalier qui a dirigé les troupes anglaises pendant la guerre de Succession de Bretagne.

## Biographie
Thomas Dagworth s'illustre lors des batailles de Cadoret et de La Roche-Derrien. Le Parlement d'Angleterre l'élève au rang de baron en 1347. Il est tué en 1350 ou en 1352 lors d'une embuscade tendue par des Bretons hostiles à la présence anglaise.
Il épouse en 1343 Éléonore de Bohun (1304-1363), veuve du comte d'Ormond, dont il a une fille, Éléonore, mariée en 1362 avec Walter Fitz Walter, 3e Lord Fitz Walter (1345-1386).